# Blūten
Blūten ist der Titel des zweiten Studioalbums der deutschen Post-Hardcore-Band 8kids aus Darmstadt, das am 23. August 2019 über Napalm Records erscheint.
Das Album enthält zehn Titel und hat eine Spielzeit von 40 Minuten und 17 Sekunden. Mit den Liedern Wir bleiben Kids, Kraft und Dein Zuhause brachte die Gruppe bisher drei Singleauskopplungen auf digitaler Ebene heraus.

## Veröffentlichung
Im März 2019 veröffentlichte die Band mit Wir bleiben Kids ihre erste Single mitsamt Musikvideo. Als Gastmusiker wirkt der Rapper Swiss mit und ist auch im Musikvideo zu sehen. Zu diesem Zeitpunkt waren noch keine Details über das Album bekannt. Erst Ende Mai, als die Single Kraft präsentiert wurde, gaben die Musiker ihr zweites Album Blūten bekannt und kündigten dies für den 23. August 2019 an. Auch zu diesem Lied wurde ein Musikvideo gedreht.
Am 18. Juli 2019 präsentierte die Band mit Dein Zuhause eine dritte Kostprobe aus dem Album. Fünf Tage darauf erschien ein Musikvideo zu diesem Stück.

## Texte
8kids greifen wie auf ihrem Vorgänger wieder persönliche Themen auf. Im Stück Dein Zuhause wendet sich die Gruppe gegen Fremdenfeindlichkeit, Xenophobie und jegliche Art von Intoleranz. Auf Facebook veröffentlichte die Band einen Beitrag, in dem sie angaben, einen Teil ihres Budgets für Online-Werbung an die Hilfsorganisation Sea-Watch gespendet zu haben.

## Bewerbung
Im November 2019 tourt die Band auf der Wir bleiben Kids Tour durch Deutschland.

## Titelliste
| #   | Titel               | Länge | Anmerkungen                            |
| --- | ------------------- | ----- | -------------------------------------- |
| 1.  | Kraft               | 4:04  | • 2. Single • Musikvideo               |
| 2.  | Wir bleiben Kids    | 4:17  | • 1. Single • feat. Swiss • Musikvideo |
| 3.  | WTF                 | 3:33  | • Musikvideo                           |
| 4.  | Du gegen Dich       | 4:13  |                                        |
| 5.  | Dein Zuhause        | 4:51  | • 3. Single                            |
| 6.  | Spiegelbild         | 3:29  |                                        |
| 7.  | Halt dich an mir    | 4:02  |                                        |
| 8.  | Unten am Fluss      | 3:42  |                                        |
| 9.  | Wir sind die Angst  | 3:22  |                                        |
| 10. | Ich gehör dir nicht | 4:44  |                                        |

## Rezensionen
Julius Kramer von Plattentests.de zog ein nüchternes Fazit und vergab zwei von fünf möglichen Punkten an das Album. Er kritisierte vor allem die fast nichts aussagenden Lieder der Band. Es seien zwar nette und lobenswerte Ideen vorhanden, doch verbreite die Band nichts was Kraftklub in ihrem Lied Schüsse in die Luft nicht schon aufgegriffen haben. Auch die Musik wurde als nicht ansprechend bezeichnet. Auch der Gesang, der an Casper und Marathonmann erinnert, wird als aufdringlich empfunden. Etwas besser wurde das Album auf der Musikplattform Metal.de besprochen. So heißt es in der Rezension von Jeanette Grönecke-Preuss, dass die Musiker bewusst poppige und tanzbare Beats, sodass das einzige was auf dem Album erst bleiben, die Texte sind. Während der Opener Kraft bereits bei Plattentests.de für seine Bürokalender-Motivationssprüche kritisiert wird, lobte die Rezensentin Lieder wie Du gegen dich oder Dein Zuhause, bei denen sich die Musiker lyrisch viel gedacht haben. Sie meint, dass man mehrere Durchläufe benötige um den Kontrast zu verstehen.
Celia Woitas vom deutschsprachigen Metal Hammer vergab die beste Kritik. So schreibt sie, dass Kraft Euphorie versprühe, sodass der Hörer mit großer Motivation in die weiteren Gefilden des Albums vordringen kann. Die Band erschaffe aus dem Album jede Menge Ohrwürmer, wobei sie nie emotionsplatt wirken und jedem Lied einen eigenen Charakter verpassen.